# 真理黨 (台灣)
真理黨，為中華民國的政黨之一，前身為萬佛會。
萬佛會全稱為「萬佛真理促進會與萬國佛教會」，又自稱為「大唐密教」，領導人為釋宗聖（本名蕭志宏）。萬佛會最早以臺北縣土城市（今新北市土城區）龍泉山寺作為根據地，後擴充為一全台性的教團組織，各地分堂與分會共20幾個。之後於1990年成立真理黨，強調以「全民」為主體的政治理念，主張「全民政治」與「還政於民」。
真理黨同時成立獅報通訊社，發行《獅報》、《真理黨訊》、《真理黨公報》等刊物。另外也經營黨營事業，如龍口水公司、我愛臺灣公司、真理之聲廣播電臺。解嚴以來，萬佛會積極地投入各項新興社會運動，從政治議題的廢除中華民國刑法第一百條、制憲建國、反白色恐怖；也聲援各種弱勢團體的街頭活動，如農民運動、勞工運動、學生運動、環保運動、教育改革等，為一改革性格強烈之宗教團體。真理黨也投入台灣獨立運動，1994年成立「台灣國」，並且創立台灣國之聲電台。
真理黨曾經投入1991年的國大代表選舉與1992年的立法委員選舉，但都無人當選。2020年4月29日，由於未於《政黨法》施行後期限內申請成為法人，遭內政部公告廢止備案。

## 參照
- 中華民國政黨列表

## 外部連結
- 萬佛會官方網站，存于